# Gratsian Botev
Gratsian Botev (em russo:  Грациан Георгиевич Ботев, Luga, São Petersburgo, 12 de dezembro de 1928 — São Petersburgo, 16 de agosto de 1981) foi um velocista russo na modalidade de canoagem.

## Carreira
Foi vencedor da medalha de Ouro em C-2 10000 m em Melbourne 1956 junto com o seu companheiro de equipa Pavel Kharin.
Foi vencedor da medalha de Prata em C-2 1000 m em Melbourne 1956.